# Raión de Kóvel
Raión de Kóvel (en ucraniano: Ковельський район) es un raión o distrito de Ucrania en el óblast de Volinia. Se ubica en el noroeste de la óblast y su capital es la ciudad de Kóvel. 
Los límites del raión fueron definidos en 2020 mediante la fusión del hasta entonces raión de Kóvel con la propia ciudad de Kóvel (que hasta entonces no formaba parte de su raión, al estar constituida como ciudad de importancia regional) y los vecinos raiones de Liúboml, Ratne, Stará Výzhivka, Turiisk y Shatsk.

## Subdivisiones
Comprende los siguientes 23 municipios:
- 2 ciudades: Kóvel y Liúboml
- 9 asentamientos de tipo urbano: Holoby, Liúblynets, Holovné, Zabolotia, Ratne, Stará Výzhivka, Lúkiv, Turiisk y Shatsk
- 12 municipios rurales: Vélytsk, Dubové, Kolódiazhne, Povorsk, Výshniv, Rivne, Vélymche, Zabrody, Samary, Dubechne, Serejóvychi y Smidyn

## Demografía
Según estimación 2010 contaba con una población total de 41 000 habitantes.

## Otros datos
El código KOATUU fue 722100000. El código postal 45000 y el prefijo telefónico +380 3352.